# 大塚剛央
大塚 剛央（おおつか たけお、1992年10月19日 - ）は、日本の男性声優。アイムエンタープライズ所属。東京都出身。既婚。

## 経歴
母がゲーム好きだった影響もあり、小学生の頃から意識はしていなかったが、職業としての声優には触れていたと語る。高校生の頃に深夜アニメを観るようになったことがきっかけで本格的に意識し始める。キャラクターの声を好きになってから演じていた声優の名前を調べたりしていた。
良い教師に出会えたこともあり、中学3年生頃の夢は学校教師、スポーツをしてきたことから高校3年生の時はアスレティックトレーナーなどのスポーツ関係の仕事を目指すようになった。
大学4年生の時に就職活動をしていたが、進路については納得がいかず、「本当にやりたいことはこれじゃない、違うんじゃないか」と悩んでいた。そんな時に自分が今まで夢中になっていたことについて考えを巡らせていたところ、職業としての声優が浮かび上がり、今まで悩みが晴れたことで自分の将来像が見え、その後は「これしかない！」と思うようになり、迷いがなくなったという。
日本ナレーション演技研究所を経て、アイムエンタープライズに所属。
2018年8月公開の劇場版アニメ『詩季織々』の「上海恋」にてリモ役でアニメ初主演。
2018年10月放送のテレビアニメ『風が強く吹いている』にて蔵原走役でテレビアニメ初主演を務める。
2020年3月8日に第14回声優アワードで新人男優賞を受賞した。
2024年5月31日、自身のXアカウントにて結婚したことを報告した。

## 人物
交友関係としては、天﨑滉平とプライベートでも仲が良いとWEBラジオ「僕たちもう、フレンドですよね？」のアカウントで公言している。
趣味はゲームで、好きなジャンルはRPG。RPGに熱中したきっかけは友人の家で見ていた『ファイナルファンタジーIX』。特技はサッカー。子供の頃にサッカーを始めており、近所のお兄ちゃんに｢ちょっと見学するだけでいいから！｣と言われ、地元のサッカークラブの練習について行ったところ練習に加わっていたことがきっかけだったと語る。資格は普通自動車免許。
弟がいる。

## 出演
太字はメインキャラクター。

### テレビアニメ
2016年
- あまんちゅ!（生徒達、野球部B、ダイビング仲間B）

2017年
- ツインエンジェルBREAK（アリ戦闘員）
- 異世界はスマートフォンとともに。（男）
- 魔法陣グルグル（魔王歌唱）

2018年
- ゴールデンカムイ（兵士たち）
- ラストピリオド -終わりなき螺旋の物語-（ピリオドA）
- 千銃士（青年貴族）
- アイカツフレンズ!（ファン）
- 風が強く吹いている（2018年 - 2019年、蔵原走〈カケル〉）
- ポチっと発明 ピカちんキット（2018年 - 2020年、強盗、寿司職人、男子高校生、宇宙人、勉次郎 他）
- ソードアート・オンライン アリシゼーション（村民）
- カードファイト!! ヴァンガード（2018年 - 2020年、生徒A、レッドリバー・ドラグーン、クロノジェット・ドラゴン） - 2シリーズ
- メルクストーリア -無気力少年と瓶の中の少女-（シンフォウル）

2019年
- Dimensionハイスクール（緑ヶ丘流星）
- えんどろ〜!（セイラ騎士）
- なむあみだ仏っ!-蓮台 UTENA-（マーラ）
- からかい上手の高木さん2（他クラスの男子2）
- BEASTARS（2019年 - 2021年、コロ、テム、オリックス、ワニ、客） - 2シリーズ
- Z/X Code reunion（一刀斎の弟子）
- Fate/Grand Order -絶対魔獣戦線バビロニア-（ウルク兵士）
- 星合の空（足髙智嗣、審判）
- ハイスコアガールII（ギャラリー）

2020年
- ハイキュー!! TO THE TOP（バスケ部、黒石純二、潜尚保）
- ランウェイで笑って（男性スタッフ、男子生徒A）
- 神之塔 -Tower of God-（デデ・カンチョ）
- アルゴナビス from BanG Dream!（男子A）
- あひるの空（男子生徒）
- 炎炎ノ消防隊 弐ノ章（徳山小隊長）
- とある科学の超電磁砲T（たっくん）
- NOBLESSE -ノブレス-（タキオ）
- 無能なナナ（委員、子分B）
- 憂国のモリアーティ（ルシアン・アトウッド）
- 魔王城でおやすみ（ポセイドン）
- 名探偵コナン（山田）
- アクダマドライブ（男）

2021年
- 弱キャラ友崎くん（2021年 - 2024年、松本大地） - 2シリーズ
- さよなら私のクラマー（男子生徒）
- 聖女の魔力は万能です（騎士）
- SSSS.DYNAZENON（CMナレーション、司会者）
- シャドーハウス（2021年 - 2022年、ジェラルド） - 2シリーズ
- イジらないで、長瀞さん（男性、男子）
- プラチナエンド（奏の代役）

2022年
- 最遊記RELOAD -ZEROIN-（妖怪）
- ありふれた職業で世界最強 2nd season（近藤礼一）
- オリエント（山中盛鹿） - 2シリーズ
- キャップ革命 ボトルマンDX（2022年 - 2023年、流行ポンタ / シトラス）
- 乙女ゲー世界はモブに厳しい世界です（リオン・フォウ・バルトファルト）
- 盾の勇者の成り上がり（2022年 - 2025年、旅人、ヴァルナール） - 2シリーズ
- カードファイト!! ヴァンガード will+Dress（2022年 - 2023年、メンバー、チームメンバー） - 2シリーズ
- はたらく魔王さま!!（店員）
- 悪役令嬢なのでラスボスを飼ってみました（マークス）
- 機動戦士ガンダム 水星の魔女（2022年 - 2023年、ラウダ・ニール） - 2シリーズ
- ぼっち・ざ・ろっく!（生徒、バンドマン）

2023年
- 最強陰陽師の異世界転生記（ルフト・ランプローグ）
- もののがたり（岐兵馬） - 2シリーズ
- 『FLAGLIA』〜なつやすみの物語〜（メル）
- シュガーアップル・フェアリーテイル（クリフォード）
- Opus.COLORs（生徒たち）
- 絆のアリル（バニティ先生）
- 【推しの子】（2023年 - 2024年、アクア） - 2シリーズ
- 山田くんとLv999の恋をする（漆黒のアクア）
- この素晴らしい世界に爆焔を!（レックス）
- AIの遺電子（須堂光）
- SYNDUALITY Noir（2023年 - 2024年、カナタ） - 2シリーズ
- BLEACH 千年血戦篇-訣別譚-（技術開発局局員）
- 帰還者の魔法は特別です（シング・エッグス）
- ポーション頼みで生き延びます!（アラン）
- ひきこまり吸血姫の悶々（貴族A）
- 薬屋のひとりごと（2023年 - 2025年、壬氏） - 2シリーズ
- 陰の実力者になりたくて! 2nd season（二葉）
- 新しい上司はど天然（マイク☆プリンス）

2024年
- 百千さん家のあやかし王子（七守葵 / 鵺）
- め組の大吾 救国のオレンジ（友寄信治）
- ゆびさきと恋々（芦沖桜志）
- わんだふるぷりきゅあ!（2024年 - 2025年、ガオウ / スバル）
- 忘却バッテリー（国都英一郎）
- ワンルーム、日当たり普通、天使つき。（瀬野修一）
- 鬼滅の刃 柱稽古編
- 黄昏アウトフォーカス（本條雪孝）
- 多数欠（平山義明）
- トリリオンゲーム（2024年 - 2025年、天王寺陽）
- ハイガクラ（一葉）
- 最凶の支援職【話術士】である俺は世界最強クランを従える（カイム）

2025年
- 沖縄で好きになった子が方言すぎてツラすぎる（中村照秋）
- メダリスト（明浦路司）
- カードファイト!! ヴァンガード Divinez（八雲カゲツ）
- Sランクモンスターの《ベヒーモス》だけど、猫と間違われてエルフ娘の騎士として暮らしてます（セドリック）
- 殿と犬（千丸） - 4バージョン共通
- 不遇職【鑑定士】が実は最強だった（ジャスパー）
- ゴリラの神から加護された令嬢は王立騎士団で可愛がられる（ルイ・スカーレル）
- 薫る花は凛と咲く（高橋友誠、男性）
- TO BE HERO X（アーション）
- 帝乃三姉妹は案外、チョロい。（龍巳ハヤト）
- 暗殺者である俺のステータスが勇者よりも明らかに強いのだが（織田晶）
- グノーシア（レムナン）
- ポーション、わが身を助ける（アスル）

2026年
- 追放された転生重騎士はゲーム知識で無双する（エルマ・エドヴァン）

時期未定
- 勇者パーティを追い出された器用貧乏（オルン・ドゥーラ）

### 劇場アニメ
- 詩季織々「上海恋」（2018年、リモ[59]）
- HELLO WORLD（2019年、男子生徒）
- ぼくらの7日間戦争（2019年、本庄博人[60]）
- 映画 さよなら私のクラマー ファーストタッチ（2021年、加藤）
- 劇場版 ソードアート・オンライン -プログレッシブ- 星なき夜のアリア（2021年）
- 鹿の王 ユナと約束の旅（2022年）
- 怪盗クイーンはサーカスがお好き（2022年）
- 北極百貨店のコンシェルジュさん（2023年、エルル[61]）
- 劇場版 ソードアート・オンライン -プログレッシブ- 冥き夕闇のスケルツォ（2022年、リンド[62]）
- クラメルカガリ（2024年、伊勢屋[63]）
- 劇場版 イナズマイレブン 新たなる英雄たちの序章（2024年、四川堂我流）

### OVA
- ハイキュー!! 陸 VS 空（2020年、潜尚保）

### Webアニメ
2010年代
- モンソニ! ダルタニャンのアイドル宣言（2017年、観客）
- A.I.C.O. Incarnation（2018年）
- ガンダムビルドダイバーズRe:RISE（2019年、ガザ3兄弟 三男）

2020年代
- 賭ケグルイ双（2022年、男子B）
- しんでゅありてぃ科学講座（2023年、カナタ）
- ハンドレッドノート（2024年、星喰右手）

### ゲーム
2016年
- グランマルシェの迷宮（ハルノ、スイガ）

2017年
- キャプテン翼〜たたかえドリームチーム〜（成田国明、大丸雄一郎、中西太一）
- ブラウンダスト（ブルーノ、クライ）

2019年
- Ash Tale -風の大陸-（リンク）
- なむあみだ仏っ!-蓮台 UTENA-（マーラ）
- ルチアーノ同盟（セブン）
- モンスターストライク（2019年 - 2025年、キョウ・リンポー、ザッハトルテ、アハト、アクア、壬氏）
- デュエル・マスターズ プレイス（2019年 - 2020年、悪魔神バロム、襲撃者エグゼドライブ、環剣の精霊アイギス、超竜バジュラ）

2020年
- Z/X Code OverBoost（イノセントスター）
- OVERHIT（イアン）
- メガミヒストリア（安倍晴明）
- 幻獣契約クリプトラクト（フェイロン）
- タベオウジャ（ジャン・ラウ）

2021年
- アンジェリーク ルミナライズ（カナタ）
- アイドルマスター SideM GROWING STARS（2021年 - 2023年、眉見鋭心）
- A3!（皆木巡）

2022年
- テクノロイド ユニゾンハート（アウル）
- N -INNOCENCE-（スサノオ）
- ミリオンダラーボーイズ（ユウゴ）
- ユアマジェスティ（フィロ）

2023年
- イケメンヴィラン（エルバート・グリーティア）
- うたわれるもの ロストフラグ (マサムネ)
- CARAVAN STORIES（アクア）
- ドラゴンクエスト チャンピオンズ（ゼラム）
- ファイナルファンタジーXVI（ジョシュア・ロズフィールド〈青年期〉）
- 逆転オセロニア（2023年 - 2024年、アクア、デジレ）
- League of Legends（フェイ）
- ソダテツ（新橋育）

2024年
- 崩壊:スターレイル（サンデー）
- 陰陽師（瀧）
- ファイアーエムブレム ヒーローズ（エルレーン、エディ）
- クイズRPG 魔法使いと黒猫のウィズ（シーシアス）
- 18TRIP（斜木七基）
- 霧の戦場のヴェルディーナ（レオン･ヘイス）
- 新宿葬命（胡憂炎）
- メタファー：リファンタジオ
- カルドアンシェル（ナナクト・セレヴァン）
- 機動戦士ガンダム アーセナルベース（ラウダ・ニール）
- 共闘ことばRPG コトダマン（アクア、刀鬼）

2025年
- SDガンダム GGENERATION ETERNAL（ラウダ・ニール）
- イナズマイレブン 英雄たちのヴィクトリーロード（四川堂我流）
- ぷよぷよ!!クエスト（アクア）
- 牧場物語 Let's!風のグランドバザール（シュミット）

### ドラマCD
- 穏やか貴族の休暇のすすめ。（2019年、商人[93]）
- アンジェリーク ルミナライズ　2nd step（2020年、水の守護聖カナタ[94]）
- FABULOUS NIGHT（2021年、ギルガメッシュ[95]）
- 機動戦士ガンダム 水星の魔女 スペシャルドラマCD（2023年、ラウダ・ニール[96]） - Blu-ray特装限定版封入特典

### BLCD
- ジャッカス！（2017年、二村）
- 愛しのXLサイズ（2019年、城ヶ崎）
- めぐみとつぐみ（2019年、ノリオ）
  - めぐみとつぐみ2（2021年、ノリオ）
- キューピッドに落雷 追撃（2020年、穂高）
- メトロ（2020年、水葵の同級生1[97]）
- 黄昏アウトフォーカス（2020年 - 2021年、本條雪孝）
  - 黄昏アウトフォーカス overlap
- 有休オメガ（2021年、石黒斗真）
- 春になるまで待っててね（2022年、テイラー）
- 会長、イイコはもう終わり（2022年、生徒会（2年生））
- スウィートルームエスケープ（2023年、レイモンド）
- 凪がれ星（2023年、獅倉槇人）
- 好きにさせてみせるから！ 3rd step 特装版CD付（2024年、瑛太）
- 未熟な僕は支配を乞う1（2024年、白宮律路）
- 青と碧 BLCDコレクション（2024年、山村碧）
- 秘密の森の魔術師はのどかを願う（2024年、フィオ）
- レトリック（2025年、伊達御門）
- 后宮のオメガ（2025年、イリヤ）

### 吹き替え

#### 映画
- ニセモノ彼氏（2022年）

#### ドラマ
- スイート・マグノリアス（2020年 - 、カイル・タウンゼント〈ローガン・アレン〉）
- LUCIFER/ルシファー（2020年）
- タイニー・プリティ・シングス（2020年、エフゲニー）
- トワイライト・ゾーン（2020年、コール）
- 社内お見合い（2022年、シン・ハミン〈チェ・ビョンチャン〉）
- ロックウッド除霊探偵局（2023年、アンソニー・ロックウッド〈キャメロン・チャップマン〉）
- 青春ウォルダム 呪われた王宮（2024年、ハン・ソンオン〈ユン・ジョンソク〉[98]）

#### アニメ
- ラウド・ハウス（2021年、ボビー）
- ナタ転生（2021年、ロク）
- 龍族 -The Blazing Dawn-（2024年、シーザー・ガットゥーゾ [99]）
- 機動戦士ガンダム 復讐のレクイエム（2024年、オニー・カスガ[100]）
- RINGING FATE（2025年、エデン[101]）

### デジタルコミック
- ヨド・ヴィーナス（2022年、白城コウ）
- ヒガンノヒ（2022年、真田カヅキ）
- 佐原先生と土岐くん（2022年、佐原一狼）
- 先輩、断じて恋では!（2022年、柳瀬淳）
- 好きにさせてみせるから！second step（2023年、瑛太）[102]
- 妹に婚約者を取られたら、獣な王子に求婚されました～またたびとして溺愛されてます～（2023年、ヘイルート＆トパック[103]）
- 優良物件もうダメ荘 〜風呂、トイレと天使は共同です〜（2023年、優五[104]）
- 死んだら悪役令息で幻のΩなんて冗談じゃない!（2023年、伊藤、カイト）[105]
- 花秘める君のメテオール（2023年、ラビ＝ヴァン・ヴァレンティン）[106]
- お前のバグは重すぎる！(2024年、五十嵐昂良)
- 偽モテ男に恋愛指南は荷が重い（2024年、染谷匡）[107]
- 奪われ続けた令嬢は虹乙女と呼ばれた（2024年、レオンハルト）[108]
- ヤンキー、推しと運命と出会う（2024年、ルイ）

### CM
- 君と夏と、約束と。（陽太）
- マンガUP！紹介動画（ナレーション）
- 『村人ですが何か？』試し読み動画（リュート）
- 竜殺しのブリュンヒルド（2022年、シグルズ[109]）
- WEB CM「世界初は、夢じゃない。」篇[110]

### ナレーション
- ボクらの襷の時代3[111]
- 世界まる見え！全員逮捕だ２時間SP（2023年12月18日）[112]

### ラジオ
※はインターネット配信。
- 天﨑滉平・大塚剛央の「僕たちもう、フレンドですよね?」（2017年 - 2023年、音泉※）[113]
- 天津向 presents 新人声優四つどもえラジオ（2017年、 超!A&G+※）[114]
- 風が強く吹いている 〜ラジオで走るの好きか？〜（2018年 - 2019年、音泉※）[115]
- Dimensionハイスクール 放課後自習室（2018年 - 2019年、ラジオ大阪・ニコニコチャンネル※・ラジオクラウド※）[116]
- 今日も楽しそうな4人がログインしたようです。（2020年 - 、ニコニコチャンネル※）[117]
- MAN TWO MONTH RADIO 大塚剛央 のんびり散歩でもしませんか（2021年、AG-ON Premium※・超!A&G+※[118]）
- アイドルマスター SideM ラジオ 315プロNight!（2021年 - 、ニコニコ生放送※[119]）
- 乙女ゲー世界はMCに厳しいラジオです（2022年、音泉※）
- 【推しの子】のおはなし（2023年 - 、YouTube※[120][121]）
- SYNDUALITY Noir ロックタウン放送局（2023年、音泉※）
- 大塚剛央&坂泰斗のあんどーナッツ！（2023年 - 2025年、超!A&G+※）[122]
- 天﨑滉平・大塚剛央の「ぼくたち、まだフレッシュですかね？」（2023年 - 、音泉※）

### テレビ
- 愉快なキャラたちがワイプで見守る話 シーズン1 味噌だけで10本いきます（2024年8月23日・8月30日、CBC） - 東山兄役 (project758)

### ラジオCD
- 天﨑滉平・大塚剛央の「僕たちもう、フレンドですよね？」
  - 友達の第一歩CD（2017年[113]）
  - 友達になってからの第2歩CD（2017年[113]）
  - お初にテイスティングCD〜プレ赤を添えて〜（2018年[113]）
  - 友達になってからの第3歩CD（2018年[113]）
  - KAWAIIへの道〜占い編〜（2019年[113]）
  - 誕生日は徳島でお祝いCD（2019年[113]）
  - 200回アニバーサリーCD（2021年[113]）

### ラジオ・オーディオドラマ
- 日本生命 presents ｢パートナーズ！〜私と僕の明日物語〜」（2021年、大崎大雅[123]）
- 魔法世界の受付嬢になりたいです（2022年、ゼノン[124]） - コミックス第5巻購入特典オーディオドラマ
- アイドルマスター SideM「315 PASSION CONTENTS」（2023年、眉見鋭心） - 3作品[一覧 14]
- ラジオドラマ「二哈と彼の白猫師尊」日本語版（2025年、楚晩寧[125]）

### オーディオブック
- 腹を割ったら血が出るだけさ(2024年、宇川逢) [126]

### 映像商品
- アイドルマスター SideM シリーズ
  - THE IDOLM@STER SideM 6thLIVE TOUR ～NEXT DESTIN@TION!～ Side TOKYO LIVE Blu-ray（2022年）
  - THE IDOLM@STER SideM PRODUCER MEETING 315 BE@T OF PASSION FESTIVAL!!! EVENT Blu-ray（2022年）[127]
  - バンダイナムコエンターテインメントフェスティバル 2nd 2days LIVE Blu-ray（2023年）
  - THE IDOLM@STER SideM 7th STAGE ～GROW & GLOW～ STARLIGHT SIGN@L LIVE Blu-ray（2023年）[128]
  - THE IDOLM@STER SideM PASSIONABLE READING SHOW ー超常事変～対立スル正義～ー EVENT Blu-ray（2023年）[129]
  - THE IDOLM@STER M@STERS OF IDOL WORLD!!!!! 2023 Blu-ray PERFECT BOX!!!!!（2023年）
  - THE IDOLM@STER SideM 8th STAGE ～ALL H@NDS TOGETHER～ LIVE Blu-ray（2024年）
  - THE IDOLM@STER SideM PASSIONABLE READING SHOW ～天地四心伝～ EVENT Blu-ray（2024年）[130]
  - THE IDOLM@STER SideM 9th STAGE ～MIR＠-CIRCLE CRESCENDO～（2025年）[131]
- これから声優アップデートバラエティ これアプ 大塚剛央のイチ+(ぷらす)ディレクターズカット 通常版 Vol.2（2019年）
- これから声優アップデートバラエティ これアプ イチ+(ぷらす) Vol.4 ディレクターズカット 太まるDX版（2019年）
- 天﨑滉平・大塚剛央の「僕たちもう、フレンドですよね？」KAWAIIへの道・完結編〜かわいい旅夢気分〜（2020年）[113]
- 声優イベントDVD企画「人狼バトル lies and the truth 2020 FEBRUARY〜人狼VSプリズナー〜」（2020年）[132]

### 映像
※はインターネット配信。
- これから声優アップデートバラエティ『これアプ』大塚剛央のイチ+（2018年11月 - 2020年4月、GyaO!※、ニコニコチャンネル※)
- Let's マルコネ！（2018年12月 - 2020年2月、YouTubeLive※、ニコニコチャンネル※）
- 今日も楽しそうな4人がログインしたようです。（2019年12月 - 2020年3月、ニコニコチャンネル※、Periscope※）
- 日テレNEWS カルチャー 伊藤遼の声優 一答遼談　大塚剛央編（2024年2月9日）[133]
- おねだり！声優フェス（2024年3月20日）[134]

### 朗読劇
- PLATTO朗読劇「透明な檻」（2021年4月11日） - 河合周、白木悠[135] 役
- CHILL CHILL BOX 7th朗読劇「召喚IP！〜社畜とヴァンプ〜」（2021年11月23日、カルッツかわさき）- ルシアン[136] 役
- 朗読劇「Time [never] comes back!?」（2022年1月16日、シアターグリーン BIG TREE THEATER） - 桃山涼太[137] 役
- THE IDOLM@STER SideM PASSIONABLE READING SHOW -超常事変〜対立スル正義〜-（2023年3月12日、武蔵野の森総合スポーツプラザ メインアリーナ） - 眉見鋭心 役[138]
- 声優朗読劇 フォアレーゼン〜永遠のロリータ〜（2024年1月14日、湖南市甲西文化ホール）- 男/使用人2/ナレーション 役[139]）
- THE IDOLM@STER SideM PASSIONABLE READING SHOW ～天地四心伝～-（2024年2月11日、幕張イベントホール） - 眉見鋭心 役[140]
- Kiramune Presents READING LIVE 2024 「密室の中の亡霊　幻視探偵」（2024年4月14日、東京・立川ステージガーデン）- 笹木三郎 役[141]）

### 雑誌連載
- 声優グランプリ連載コラムスクランブル「大塚剛央のたけおさんぽ」（声優グランプリ2019年1月号 - ）

### その他コンテンツ
- 藝大アーツイン丸の内2018「私たちのブルーピリオド展」（矢口八虎）
- エソラ町のジャンゴ~ジャンゴふるさとへ帰る~（2020年）
- Dragon's Bite 〜龍王ノ宴〜（2020年 - 2022年、荀攸[142]）
- サテライツ（2021年、はやぶさ2[143]）

## ディスコグラフィ

### キャラクターソング
| 発売日         | 商品名                                                                                   | 歌 | 楽曲                                                                      | 備考 |
| -------------- | ---------------------------------------------------------------------------------------- | --- | ------------------------------------------------------------------------- | --- |
| 2019年2月13日  | Here we go!                                                                              | 4 Dimensions | 「Here we go!」                                                           | テレビアニメ『Dimensionハイスクール』オープニングテーマ                                                          |
| 2019年2月13日  | Here we go!                                                                              | 緑ヶ丘流星（大塚剛央） | 「Here we go!」                                                           | テレビアニメ『Dimensionハイスクール』関連曲                                                                      |
| 2020年5月15日  | Let's connect!                                                                           | 大澄暁空（佐藤元）、綾地奏（大塚剛央）、刻田悠士（大谷祐貴）、 波柴雅樹（八代拓）、出雲幸咲（村瀬歩） | 「Let's connect!」                                                        | 『マルチポイント×コネクション〜稜風学園購買部〜』関連曲                                                          |
| 2021年3月10日  | ヴォーカル集 アンジェリーク ルミナライズ Sparkle!                                        | カナタ（大塚剛央） | 「おしえて」                                                              | ゲーム『アンジェリーク ルミナライズ』関連曲                                                                      |
| 2021年5月26日  | ファビュラスナイト Host-Song Reservation -Gold- クロノスタシス                           | クロノスタシス | 「Mythology」 「シャンパンコール 〜クロノスタシス篇〜」                   | 『FABULOUS NIGHT』関連曲                                                                                         |
| 2021年5月26日  | ファビュラスナイト Host-Song Reservation -Gold- クロノスタシス                           | ギルガメッシュ（大塚剛央） | 「GODSELF」                                                               | 『FABULOUS NIGHT』関連曲                                                                                         |
| 2021年7月28日  | Dragon's Bite〜龍王ノ宴〜 Songs Collection Vol.1                                         | 郭嘉（榊原優希）、荀彧（住谷哲栄）、荀攸（大塚剛央）、夏侯惇（帆世雄一）、曹仁（永塚拓馬）、曹純（天﨑滉平）、呂布（濱野大輝）、陳宮（橘龍丸）、張遼（仲村宗悟） | 「Delicious Bite」                                                        | 『Dragon's Bite〜龍王ノ宴〜』関連曲                                                                              |
| 2021年9月29日  | THE IDOLM@STER SideM GROWING SIGN@L 01 Growing Smiles!                                   | 315 ALLSTARS | 「Growing Smiles!」 「DRIVE A LIVE」 「Beyond The Dream」 「NEXT STAGE!」 | ゲーム『アイドルマスター SideM GROWING STARS』関連曲                                                             |
| 2021年12月8日  | THE IDOLM@STER SideM GROWING SIGN@L 02 C-FIRST                                           | C.FIRST | 「We're the one」 「Not Alone」 「DRIVE A LIVE」 「NEXT STAGE!」          | ゲーム『アイドルマスター SideM GROWING STARS』関連曲                                                             |
| 2022年1月8日   | THE IDOLM@STER SideM UNIT COLLECTION -Growing Smiles!-                                   | C.FIRST | 「Growing Smiles!」                                                       | ゲーム『アイドルマスター SideM GROWING STARS』関連曲                                                             |
| 2022年3月2日   | Dragon's Bite〜龍王ノ宴〜 Songs Collection Vol.2                                         | 荀攸（大塚剛央） | 「In the Rain」                                                           | 『Dragon's Bite〜龍王ノ宴〜』関連曲                                                                              |
| 2022年3月2日   | Dragon's Bite〜龍王ノ宴〜 Songs Collection Vol.2                                         | 黒猫 -SCHWARZE KATZ- | 「Taste me, delicious!」                                                  | 『Dragon's Bite〜龍王ノ宴〜』関連曲                                                                              |
| 2022年3月12日  | THE IDOLM@STER SideM PASSION@TE FORMATION -PHYSICAL-                                     | 315 STARS（フィジカルVer.） | 「RED HOT BEAT!!」                                                        | ゲーム『アイドルマスター SideM GROWING STARS』関連曲                                                             |
| 2022年3月12日  | THE IDOLM@STER SideM PASSION@TE FORMATION -PHYSICAL-                                     | 眉見鋭心（大塚剛央） | 「RED HOT BEAT!!」                                                        | ゲーム『アイドルマスター SideM GROWING STARS』関連曲                                                             |
| 2022年4月6日   | ファビュラスナイト Legacy of Host-Song ファムファタール                                  | ギルガメッシュ（大塚剛央）、千極兆司（立花慎之介）、緋野天魔（小野賢章）、神水鶴久遠（広瀬裕也）、皇麗夢（豊永利行） | 「ファムファタール」 「シャンパンコール ～ミセランド・アンセム～」        | 『FABULOUS NIGHT』関連曲                                                                                         |
| 2022年7月20日  | THE IDOLM@STER SideM 49 ELEMENTS -02 C.FIRST                                             | C.FIRST | 「Trust me now」                                                          | ゲーム『アイドルマスター SideM GROWING STARS』関連曲                                                             |
| 2022年7月20日  | THE IDOLM@STER SideM 49 ELEMENTS -02 C.FIRST                                             | 眉見鋭心（大塚剛央） | 「KARMA」                                                                 | ゲーム『アイドルマスター SideM GROWING STARS』関連曲                                                             |
| 2022年10月1日  | THE IDOLM@STER SideM GROWING SIGN@L SOLO COLLECTION 01                                   | 眉見鋭心（大塚剛央） | 「Not Alone」                                                             | ゲーム『アイドルマスター SideM GROWING STARS』関連曲                                                             |
| 2022年12月21日 | THE IDOLM@STER SideM GROWING SIGN@L 15 Take a StuMp!                                     | 315 ALLSTARS | 「Take a StuMp!」                                                         | ゲーム『アイドルマスター SideM GROWING STARS』関連曲                                                             |
| 2023年1月25日  | ファビュラスナイト Host-Song PRIDE -Hi-Tradition- クロノスタシス                         | ギルガメッシュ（大塚剛央） | 「PHOENIX」                                                               | 『FABULOUS NIGHT』関連曲                                                                                         |
| 2023年2月11日  | THE IDOLM@STER SideM UNIT COLLECTION -Take a StuMp!-                                     | C.FIRST | 「Take a StuMp!」                                                         | ゲーム『アイドルマスター SideM GROWING STARS』関連曲                                                             |
| 2023年3月11日  | 幻想のUtopia/安寧のDystopia                                                              | ピエール（堀江瞬）、蒼井悠介（菊池勇成）、蒼井享介（山谷祥生）、握野英雄（熊谷健太郎）、木村龍（濱健人）、秋山隼人（千葉翔也）、冬美旬（永塚拓馬）、榊夏来（渡辺紘）、若里春名（白井悠介）、紅井朱雀（益山武明）、東雲荘一郎（天﨑滉平）、アスラン＝ベルゼビュートII世（古川慎）、岡村直央（矢野奨吾）、硲道夫（伊東健人）、大河タケル（寺島惇太）、牙崎漣（小松昌平）、天峰秀（伊瀬結陸）、花園百々人（宮﨑雅也）、眉見鋭心（大塚剛央） | 「幻想のUtopia」                                                          | 舞台『THE IDOLM@STER SideM PASSIONABLE READING SHOW -超常事変〜対立スル正義〜-』オープニングテーマ               |
| 2023年10月28日 | THE IDOLM@STER SideM 8th STAGE THEME SONG「Hands & Claps!」                              | 315 ALLSTARS | 「Hands & Claps!」                                                        | ライブイベント『THE IDOLM@STER SideM 8th STAGE 〜ALL H@NDS TOGETHER〜』テーマソング                              |
| 2023年10月28日 | THE IDOLM@STER SideM 8th STAGE THEME SONG「Hands & Claps!」                              | 315 STARS（フィジカルVer.） | 「Hands & Claps!」                                                        | ライブイベント『THE IDOLM@STER SideM 8th STAGE 〜ALL H@NDS TOGETHER〜』テーマソング                              |
| 2023年12月27日 | THE IDOLM@STER SideM CIRCLE OF DELIGHT 01 C.FIRST                                        | C.FIRST | 「来来美食」 「Face the World」                                           | 『アイドルマスター SideM』関連曲                                                                                 |
| 2024年2月10日  | THE IDOLM@STER SideM UNIT COLLECTION -Hands & Claps!-                                    | C.FIRST | 「Hands & Claps!」                                                        | 『アイドルマスター SideM』関連曲                                                                                 |
| 2024年2月10日  | 四心争乱 -天地一指-                                                                      | 山下次郎（中島ヨシキ）、葛之葉雨彦（笠間淳）、伊集院北斗（神原大地）、木村龍（濱健人）、円城寺道流（濱野大輝）、天ヶ瀬冬馬（寺島拓篤）、眉見鋭心（大塚剛央）、九十九一希（比留間俊哉）、神楽麗（永野由祐） | 「四心争乱 -天地一指-」                                                   | 朗読劇『THE IDOLM@STER SideM PASSIONABLE READING SHOW 〜天地四心伝〜』主題歌                                     |
| 2024年2月10日  | 四心争乱 -天地一指-                                                                      | 山下次郎（中島ヨシキ）、葛之葉雨彦（笠間淳）、円城寺道流（濱野大輝）、天ヶ瀬冬馬（寺島拓篤）、眉見鋭心（大塚剛央） | 「Side 藍、紅、二藍」                                                     | 朗読劇『THE IDOLM@STER SideM PASSIONABLE READING SHOW 〜天地四心伝〜』主題歌                                     |
| 2024年3月6日   | THE IDOLM@STER SideM F@NTASTIC COMBINATION～CONNECTIME!!!!～ -DIMENSION ARROW- C.FIRST   | Legenders、C.FIRST | 「Secret Light」                                                          | ライブイベント『315 Production presents F＠NTASTIC COMBINATION LIVE 〜CONNECTIME!!!!〜 -DIMENSION ARROW-』関連曲 |
| 2024年3月6日   | THE IDOLM@STER SideM F@NTASTIC COMBINATION～CONNECTIME!!!!～ -DIMENSION ARROW- C.FIRST   | C.FIRST | 「Make New Legend」                                                       | ライブイベント『315 Production presents F＠NTASTIC COMBINATION LIVE 〜CONNECTIME!!!!〜 -DIMENSION ARROW-』関連曲 |
| 2024年3月6日   | THE IDOLM@STER SideM F@NTASTIC COMBINATION～CONNECTIME!!!!～ -DIMENSION ARROW- C.FIRST   | Altessimo、彩、Legenders、C.FIRST | 「Beyond the Dream」 「NEXT STAGE!（Short size）」                        | ライブイベント『315 Production presents F＠NTASTIC COMBINATION LIVE 〜CONNECTIME!!!!〜 -DIMENSION ARROW-』関連曲 |
| 2024年3月6日   | THE IDOLM@STER SideM F@NTASTIC COMBINATION～CONNECTIME!!!!～ -DIMENSION ARROW- Legenders | Altessimo、彩、Legenders、C.FIRST | 「DRIVE A LIVE」                                                          | ライブイベント『315 Production presents F＠NTASTIC COMBINATION LIVE 〜CONNECTIME!!!!〜 -DIMENSION ARROW-』関連曲 |
| 2024年7月13日  | THE IDOLM@STER SideM CIRCLE OF DELIGHT SOLO COLLECTION 01                                | 眉見鋭心（大塚剛央） | 「来来美食」                                                              | 『アイドルマスター SideM』関連曲                                                                                 |
| 2024年7月13日  | THE IDOLM@STER SideM 9th STAGE THEME SONG「Gather Round!」                               | 315 ALLSTARS | 「Gather Round!」                                                         | ライブイベント『THE IDOLM@STER SideM 9th STAGE ～MIR＠-CIRCLE CRESCENDO～』テーマソング                          |
| 2024年7月13日  | THE IDOLM@STER SideM 9th STAGE THEME SONG「Gather Round!」                               | 315 STARS（フィジカルVer.） | 「Gather Round!」                                                         | ライブイベント『THE IDOLM@STER SideM 9th STAGE ～MIR＠-CIRCLE CRESCENDO～』テーマソング                          |

### その他参加作品
| 発売日        | 商品名                                                                                  | 歌                 | 楽曲                         | 備考                                                                         |
| ------------- | --------------------------------------------------------------------------------------- | ------------------ | ---------------------------- | ---------------------------------------------------------------------------- |
| 2020年5月3日  | FAKE OVER                                                                               | PlayStyle          | 「FAKE OVER」                | 『今日も楽しそうな4人がログインしたようです。』関連曲                        |
| 2021年7月29日 | 流星ドリーム                                                                            | PlayStyle          | 「流星ドリーム」             | 『今日も楽しそうな4人がログインしたようです。』関連曲                        |
| 2022年2月9日  | ぼくフレ                                                                                | 天﨑滉平、大塚剛央 | 「ぼくフレ」                 | ラジオ『天﨑滉平・大塚剛央の「僕たちもう、フレンドですよね？」』テーマソング |
| 2022年2月9日  | キミに届けるフレンちわ                                                                  | 天﨑滉平、大塚剛央 | 「キミに届けるフレンちわ」   | ラジオ『天﨑滉平・大塚剛央の「僕たちもう、フレンドですよね？」』テーマソング |
| 2024年5月29日 | [Re:collection] HIT SONG cover series feat.voice actors 2 ～90's-00's EDITION～         | 大塚剛央           | 「ラブ・ストーリーは突然に」 |                                                                              |
| 2024年6月26日 | Hello Kitty 50th Anniversary Presents My Bestie Voice Collection with Sanrio characters | 大塚剛央           | 「ダイジョーブ」             |                                                                              |